# Malvalsäure
Malvalsäure (engl. malvalic acid), wissenschaftlich 7-(2-Octylcyclopropen-1-yl)heptansäure, ist eine cyclische Fettsäure die wie die Sterculiasäure zu den Cyclopropenfettsäuren zählt. Sie ist eine aliphatische Monocarbonsäure mit einem Cyclopropenring in der Kohlenstoffkette. Auch die Bezeichnungen Malvaliasäure oder Malvalinsäure sind gebräuchlich. Die Salze heißen Malvalate. Die Verbindung wurde in vielen Malvengewächsen (Malvaceae) nachgewiesen. Es sind noch einige weitere Vorkommen bekannt, insgesamt tritt Malvalsäure aber nur selten im Fettsäurespektrum von Lebewesen auf.

## Name und Geschichtliches
Die Malvalsäure wurde 1956 aus den Malvenarten Malva verticillata und Malva parviflora isoliert. Wenig später schlug man daraufhin den (englischen) Namen malvalic acid vor und löste damit die heute veraltete Bezeichnung Halphen-Säure ab, die sich von der Halphen-Reaktion ableitete.
Die deutsche Übersetzung des englischen Begriffs malvalic acid ist uneinheitlich. Die Bezeichnungsvarianten Malvalsäure, Malvaliasäure und Malvalinsäure treten in vergleichbarer Häufigkeit auf. Ganz untergeordnet findet sich die Benennung Malvensäure.

## Vorkommen
Innerhalb der Malvengewächse (Malvaceae) ist Malvalsäure als Bestandteil der Glyceride von Samen und Blättern weit verbreitet. Stellvertretend seien einige Beispiele bekannterer Arten genannt. So findet sich Malvalsäure zu
- 16 % im Samenöl des Straucheibischs (Hibiscus syriacus).[4]
- 1 bis 7 % im Ölanteil der Samen des Afrikanischen Affenbrotbaumes (Adansonia digitata).[5]
- 2,4 % im Ölanteil der Samen der Sommer-Linde (Tilia platyphyllos).[6]
- 0,58 bis 1,17 % in rohem Baumwollsamenöl.[4]

Vorkommen außerhalb der Malvengewächse sind selten. Die beiden zu den Nacktsamern gehörenden und nahe miteinander verwandten Gattungen Welwitschia und Gnetum bilden eine solche Ausnahme – auch in ihren Samenkapseln kommen cyclopropenoide Verbindungen vor, darunter die Malvalsäure. 
Die für die menschliche Ernährung genutzte Liane Gnetum gnemon enthält im Fettanteil ihrer Samen 38,6 % Malvalsäure (allerdings bei einem relativ niedrigen Gesamtfettgehalt von 4 % in den getrockneten Samen).
Gewöhnlich ist Malvalsäure mit der chemisch sehr ähnlichen Sterculiasäure vergesellschaftet.

## Biologische Bedeutung
Es gibt Hinweise darauf, dass Malvalsäure enzymatische Dehydrierungsvorgänge in der Leber hemmt, wenn auch weniger stark als die Sterculiasäure.

## Analytik
Ebenso wie die Sterculiasäure zeigt auch die Malvalsäure aufgrund des Cyclopropenringes die Halphen-Reaktion. So kann beispielsweise eine Beimischung von Baumwollsamenöl zu teureren Ölen wie Maiskeimöl ohne großen apparativen Aufwand nachgewiesen werden, schon ein Gehalt ab 10 ppm Malvalsäure ist für die Farbreaktion ausreichend.